# Станафорд (Западна Вирџинија)
Станафорд (енгл. Stanaford) насељено је место без административног статуса у америчкој савезној држави Западна Вирџинија.

## Демографија
По попису из 2010. године број становника је 1.350, што је 93 (-6,4%) становника мање него 2000. године.
| Група             | 2000.         | 2010.         |
| Белци             | 1.251 (86,7%) | 1.189 (88,1%) |
| Афроамериканци    | 136 (9,4%)    | 104 (7,7%)    |
| Азијати           | 13 (0,9%)     | 19 (1,4%)     |
| Хиспаноамериканци | 13 (0,9%)     | 21 (1,6%)     |
| Укупно            | 1.443         | 1.350         |